# Spermacoce poaya
Spermacoce poaya là một loài thực vật có hoa trong họ Thiến thảo. Loài này được A.St.-Hil. miêu tả khoa học đầu tiên năm 1824.